# Liste der brasilianischen Botschafter in Belgien
Der brasilianische Botschafter residiert an der Avenue Louise, 350 in Brüssel.

## Missionschefs
| Ernannt/Akkreditiert | Name                                      | Bemerkungen                                                                   | ernannt von                      | akkreditiert bei | Posten verlassen |
| -------------------- | ----------------------------------------- | ----------------------------------------------------------------------------- | -------------------------------- | ---------------- | ---------------- |
| 1834                 | José Marques Lisboa                       |                                                                               | Peter II.                        | Leopold I.       | 1838             |
| 1839                 | Viscount of Santo Amaro                   |                                                                               | Peter II.                        | Leopold I.       | 1842             |
| 1842                 | Padre Carlos João Rademaker               | Geschäftsträger                                                               | Peter II.                        | Leopold I.       |                  |
| 1846                 | José Maria do Amaral                      |                                                                               | Peter II.                        | Leopold I.       | 1848             |
| 1852                 | Pedro Carvalho de Moraes                  | (* 3. Juni 1809 in Rio de Janeiro; † 31. Dezember 1860 in Brüssel)            | Peter II.                        | Leopold I.       | 31. Dez. 1860    |
| 1862                 | Joaquim Thomaz do Amaral                  |                                                                               | Peter II.                        | Leopold I.       | 1864             |
| 1864                 | José Marques de Sousa Lisboa              | ad interim                                                                    | Peter II.                        | Leopold I.       |                  |
| 1865                 | Miguel Maria Lisboa                       |                                                                               | Peter II.                        | Leopold II.      | 1868             |
| 1868                 | Thomaz Fortunato de Brito in              |                                                                               | Peter II.                        | Leopold II.      |                  |
| 1872                 | Baron of Arinos in                        |                                                                               | Peter II.                        | Leopold II.      |                  |
| 1881                 | Joaquim Tomás do Amaral                   | Count of Villeneuve außerordentlicher Gesandter und Ministre plénipotentiaire | Peter II.                        | Leopold II.      |                  |
| 1. Jan. 1912         | Manuel Oliveira Lima                      | außerordentlicher Gesandter und Ministre plénipotentiaire                     | Hermes Rodrigues da Fonseca      | Albert I.        | 14. Apr. 1912    |
| 1912                 | Armindo de Mello Franco                   | Geschäftsträger                                                               | Hermes Rodrigues da Fonseca      | Albert I.        | 1913             |
| 1913                 | Rinaldo de Lima e Silva                   | Geschäftsträger                                                               | Hermes Rodrigues da Fonseca      | Albert I.        |                  |
| 1913                 | José de Oliveira Murinely                 | Geschäftsträger                                                               | Hermes Rodrigues da Fonseca      | Albert I.        |                  |
| 15. Juni 1913        | Alfredo de Boarroa Moreira                | außerordentlicher Gesandter und Ministre plénipotentiaire                     | Hermes Rodrigues da Fonseca      | Albert I.        | 25. Mai 1919     |
| 1919                 | Mário de Pimentel Brandão                 | Geschäftsträger                                                               | Epitácio da Silva Pessoa         | Albert I.        |                  |
| 25. Mai 1919         | Luís Martins de Souza Dantas              | außerordentlicher Gesandter und Ministre plénipotentiaire                     | Epitácio da Silva Pessoa         | Albert I.        | 14. Aug. 1919    |
| 24. Dez. 1921        |                                           |                                                                               | Epitácio da Silva Pessoa         | Albert I.        | 30. Dez. 1925    |
| 1925                 | Mário de Pimentel Brandão                 | Geschäftsträger                                                               | Artur da Silva Bernardes         | Albert I.        | 1926             |
| 1926                 | Luiz Avelino Gurgel do Amaral             | Geschäftsträger                                                               | Washington Luís Pereira de Sousa | Albert I.        |                  |
| 13. Juli 1926        | Raul Fernandes                            | Botschafter                                                                   | Washington Luís Pereira de Sousa | Albert I.        | 1. Feb. 1927     |
| 1927                 | Luiz Avelino Gurgel do Amaral             | Geschäftsträger                                                               | Washington Luís Pereira de Sousa | Albert I.        |                  |
| 20. Apr. 1927        | Alfredo de Barros Moreira                 |                                                                               | Washington Luís Pereira de Sousa | Albert I.        | 11. Aug. 1928    |
| 1928                 | Luiz Avelino Gurgel do Amaral             | Geschäftsträger                                                               | Washington Luís Pereira de Sousa | Albert I.        | 1929             |
| 23. Feb. 1929        | Antônio do Nascimento Feitosa             |                                                                               | Washington Luís Pereira de Sousa | Albert I.        | 20. Apr. 1931    |
| 1931                 | Octavio Fialho                            | Geschäftsträger                                                               | Getúlio Dornelles Vargas         | Albert I.        |                  |
| 29. Juli 1931        | Épaminondas Leite Chermont                |                                                                               | Getúlio Dornelles Vargas         | Albert I.        | 8. Apr. 1934     |
| 1934                 | Octavio Fialho                            | Geschäftsträger                                                               | Getúlio Dornelles Vargas         | Leopold III.     |                  |
| 29. Mai 1934         | Rinaldo de Lima e Silva                   |                                                                               | Getúlio Dornelles Vargas         | Leopold III.     | 18. Nov. 1935    |
| 19. Nov. 1935        | Carlos Martins Pereira e Sousa            |                                                                               | Getúlio Dornelles Vargas         | Leopold III.     | 15. Feb. 1939    |
| 1939                 | Trajano Medeircs do Paco                  | Geschäftsträger                                                               | Getúlio Dornelles Vargas         | Leopold III.     |                  |
| 16. März 1939        | Mário de Pimentel Brandão                 |                                                                               | Getúlio Dornelles Vargas         | Leopold III.     | 16. Mai 1940     |
| 17. Mai 1940         | keine diplomatische Mission               |                                                                               | Getúlio Dornelles Vargas         | Leopold III.     | 18. Jan. 1941    |
| 1941                 | Joaquim de Sousa Leão Filho               | Geschäftsträger                                                               | Getúlio Dornelles Vargas         | Leopold III.     | 1945             |
| 1945                 | Hugo Gouthier de Oliveira Gondim          | Geschäftsträger                                                               | José Linhares                    | Karl             |                  |
| 1945                 | Ruy Pinheiro Guimarâes                    | Geschäftsträger                                                               | José Linhares                    | Karl             |                  |
| 27. Sep. 1945        | Lafayette de Carvalho e Silva             |                                                                               | José Linhares                    | Karl             | 25. Juni 1945    |
| 1946                 | Ruy Pinheiro Guimarâes                    | Geschäftsträger                                                               | Eurico Gaspar Dutra              | Karl             | 1947             |
| 12. Jan. 1947        | Francisco Negrão de Lima                  |                                                                               | Eurico Gaspar Dutra              | Karl             | 14. Feb. 1947    |
| 1947                 | Ruy Pinheiro Guimarâes                    | Geschäftsträger                                                               | Eurico Gaspar Dutra              | Karl             |                  |
| 4. Okt. 1947         | Renato de Lacerda Lago                    |                                                                               | Eurico Gaspar Dutra              | Karl             | 2. März 1952     |
| 1952                 | Júlio Agostinho de Oliveira               | Geschäftsträger                                                               | Getúlio Dornelles Vargas         | Baudouin         |                  |
| 1952                 | Mario Gibson Alves Barboza                | Geschäftsträger                                                               | Getúlio Dornelles Vargas         | Baudouin         |                  |
| 15. Juli 1952        | Antonio Camillo de Oliveira               |                                                                               | Getúlio Dornelles Vargas         | Baudouin         | 1. Juli 1954     |
| 1954                 | Mario Gibson Alves Barboza                | Geschäftsträger                                                               | João Café Filho                  | Baudouin         |                  |
| 1954                 | Mozart Gurgel Valente Júnior              | Geschäftsträger                                                               | João Café Filho                  | Baudouin         |                  |
| 13. Dez. 1954        | Vasco Tristáo Leitâo da Cunha             |                                                                               | João Café Filho                  | Baudouin         | 31. Okt. 1956    |
| 1956                 | Renato Firmino Maia de Mendonça           | Geschäftsträger                                                               | Juscelino Kubitschek             | Baudouin         |                  |
| 2. Dez. 1956         | Hugo Gouthier de Oliveira Gondin          |                                                                               | Juscelino Kubitschek             | Baudouin         | 12. Apr. 1960    |
| 13. Apr. 1960        | Carlos Cyrillo Junior                     |                                                                               | Juscelino Kubitschek             | Baudouin         | 28. Juni 1963    |
| 1963                 | Carlos da Ponte Ribeiro Eiras             | Geschäftsträger                                                               | Jânio Quadros                    | Baudouin         |                  |
| 19. Juli 1963        | Afrânio de Mello Franco Filho             |                                                                               | Jânio Quadros                    | Baudouin         | 27. Juni 1966    |
| 1966                 | José Carlos de Souza Palhares             | Geschäftsträger                                                               | Humberto Castelo Branco          | Baudouin         |                  |
| 23. Aug. 1966        | Antônio Borges Leal Castello Branco Filho |                                                                               | Humberto Castelo Branco          | Baudouin         | 20. Apr. 1973    |
| 1. Jan. 1975         | Luiz Octávio de Morin Parente de Mello    | Geschäftsträger                                                               | Ernesto Geisel                   | Baudouin         | 15. Jan. 1975    |
| 16. Jan. 1975        | Raul Henrique Castro Silva de Vincenzi    |                                                                               | Ernesto Geisel                   | Baudouin         | 26. Mai 1975     |
| 27. Mai 1975         | Luiz Octávio de Morin Parente de Mello    | Geschäftsträger                                                               | Ernesto Geisel                   | Baudouin         | 30. Sep. 1975    |
| 1. Okt. 1975         | Raul Henrique Castro e Silva de Vincenzi  |                                                                               | Ernesto Geisel                   | Baudouin         | 10. März 1977    |
| 6. Dez. 1979         | Carlos Sylvestre de Ouro Preto            |                                                                               | Ernesto Geisel                   | Baudouin         | 9. Dez. 1983     |
| 30. Juni 1989        | Marco César Meira Naslausky               | MSF 131 de 1989                                                               | José Sarney                      | Baudouin         |                  |
| 22. Aug. 1990        | Marco César Meira Naslausky               | auch für Luxemburg ernannt:MSF 74 de 1990                                     | Fernando Collor de Mello         | Baudouin         |                  |
| 25. Juni 1992        | João Carlos Pessoa Fragoso                | MSF 227 de 1992                                                               | Itamar Franco                    | Baudouin         |                  |
| 26. März 1993        | João Carlos Pessoa Fragoso                | auch für Luxemburg ernannt: MSF 434 de 1992 vom 23. März 1993                 | Itamar Franco                    | Albert II.       |                  |
| 24. Dez. 1993        | Bernardo Pericás Neto                     | MSF 400 de 1993 vom 17. Dezember 1993                                         | Itamar Franco                    | Albert II.       |                  |
| 17. Jan. 1995        | Bernardo Pericás Neto                     | auch für Luxemburg ernannt: MSF 192 de 1994 vom 12. Januar 1995               | Fernando Henrique Cardoso        | Albert II.       |                  |
| 17. Dez. 1997        | Márcio Paulo de Oliveira Dias             | MSF 211 de 1997 vom 10. Dezember 1997                                         | Fernando Henrique Cardoso        | Albert II.       |                  |
| 22. Juli 1998        | Márcio Paulo de Oliveira Dias             | auch für Luxemburg ernannt: MSF 145 de 1998 vom 17. Juni 1998                 | Fernando Henrique Cardoso        | Albert II.       |                  |
| 17. Okt. 2001        | Synesio Sampaio Goes Filho                | MSF 253 de 2001 vom 5. Dezember 2001                                          | Fernando Henrique Cardoso        | Albert II.       |                  |
| 3. Nov. 2003         | José Jerônimo Moscardo de Souza           | MSF 174 de 2003 vom 21. Oktober 2003                                          | Luiz Inácio Lula da Silva        | Albert II.       |                  |
| 14. Sep. 2005        | José Jerônimo Moscardo de Souza           | auch für Luxemburg ernannt: MSF 157 de 2005 vom 17. August 2005               | Luiz Inácio Lula da Silva        | Albert II.       |                  |
| 2. Dez. 2005         | Almir Franco de Sá Barbuda                | auch für Luxemburg ernannt: MSF 249 de 2005 vom 23. November 2005             | Luiz Inácio Lula da Silva        | Albert II.       |                  |
| 16. Juli 2008        | Ivan Oliveira Cannabrava                  | auch für Luxemburg ernannt: MSF 107 de 2008 vom 18. Juni 2008                 | Luiz Inácio Lula da Silva        | Albert II.       |                  |
| 29. März 2011        | André Mattoso Maia Amado                  | auch für Luxemburg ernannt: MSF 42 de 2011 vom 16. März 2011                  | Dilma Rousseff                   | Albert II.       |                  |